# جواو كارلوس تيكسيرا
جواو كارلوس تيكسيرا (بالبرتغالية: João Carlos Teixeira Brandão) مواليد 18 يناير 1993 في براغا، هو لاعب كرة قدم برتغالي لعب سابقاً مع نادي ليفربول كلاعب وسط. مثّل منتخب البرتغال لكرة القدم.

## مرحلة الشباب

### أندية لعب لها
- سبورتينغ براغا
- سبورتينغ لشبونة
- نادي ليفربول

## المسيرة الاحترافية

### أندية لعب لها
- نادي ليفربول

## روابط خارجية
- جواو كارلوس تيكسيرا على موقع قاعدة بيانات كرة القدم.إي يو (الإنجليزية)
- جواو كارلوس تيكسيرا على موقع Soccerbase.com (لاعب) (الإنجليزية)
- جواو كارلوس تيكسيرا على موقع Soccerway.com (الإنجليزية)
- جواو كارلوس تيكسيرا على موقع عالم كرة القدم.نت (الإنجليزية)
- جواو كارلوس تيكسيرا على موقع AS.com (الإسبانية)